# Ріджесіано Гапс
Ріджесіано Гапс (нід. Ridgeciano Haps, нар. 12 червня 1993, Утрехт, Нідерланди) — нідерландський і суринамський футболіст, фланговий лівий захисник італійської «Венеції» та національної збірної Суринаму.

## Клубна кар'єра
Ріджесіано Гапс є вихованцем футбольної школи нідерландського клубу АЗ. У вересні 2013 року Гапс дебютував у першій команді у турнірі Ередивізі. Наступний сезон для набуття ігрової практики Гапс провів в оренді у клубі Еерстедивізі «Гоу Егед Іглз». Після оренди він продовжив захищати кольори АЗ.
Влітку 2017 року Гапс підписав контракт на п'ять років з клубом «Феєнорд» з Роттердама. У серпні захисник зіграв перший матч за новий клуб.
31 серпня 2021 року перейшов до італійської «Венеції», з якою уклав трирічний контракт. На початку 2023 року на правах оренди перейшов до «Дженоа».

## Збірна
4 червня 2021 року у матчі відбору до чемпіонату світу 2022 проти команди Бермудських островів Ріджесіано Гапс дебютував у національній збірній Суринаму. Пізніше футболіста включили до заявки збірної на турнір Золотий кубок КОНКАКАФ 2021 року, де взяв участь у трьох іграх групового етапу, який суринамці не подолали.

## Статистика виступів

### Статистика клубних виступів
Станом на 29 серпня 2023
| Сезон               | Команда             | Чемпіонат           | Чемпіонат | Чемпіонат | Національний кубок | Національний кубок | Національний кубок | Континентальні кубки | Континентальні кубки | Континентальні кубки | Інші змагання | Інші змагання | Інші змагання | Усього | Усього | Усього |
| Сезон               | Команда             | Ліга                | Ігор      | Голів     | Ліга               | Ігор               | Голів              | Ліга                 | Ігор                 | Голів                | Ліга          | Ігор          | Голів         | Ігор   | Голів  |        |
| ------------------- | ------------------- | ------------------- | --------- | --------- | ------------------ | ------------------ | ------------------ | -------------------- | -------------------- | -------------------- | ------------- | ------------- | ------------- | ------ | ------ | ------ |
| 2013-січ. 2014      | АЗ                  | ЕД                  | 2         | 0         | КН                 | 2                  | 1                  | ЛЄ                   | 1                    | 0                    | -             | -             | -             | 5      | 1      |        |
| лют.-черв. 2014     | «Гоу Егед Іглз»     | ЕД                  | 10        | 0         | КН                 | -                  | -                  | -                    | -                    | -                    | -             | -             | -             | 10     | 0      |        |
| 2014–15             | АЗ                  | ЕД                  | 18        | 0         | КН                 | 3                  | 0                  | -                    | -                    | -                    | -             | -             | -             | 21     | 0      |        |
| 2015–16             | АЗ                  | ЕД                  | 27        | 3         | КН                 | 2                  | 0                  | ЛЄ                   | 7                    | 0                    | -             | -             | -             | 36     | 3      |        |
| 2016–17             | АЗ                  | ЕД                  | 30+3      | 0         | КН                 | 4                  | 0                  | ЛЄ                   | 12                   | 1                    | -             | -             | -             | 49     | 1      |        |
| Усього за АЗ        | Усього за АЗ        | Усього за АЗ        | 77+3      | 3         |                    | 11                 | 1                  |                      | 20                   | 1                    |               | -             | -             | 111    | 5      |        |
| 2017–18             | «Феєнорд»           | ЕД                  | 23        | 0         | КН                 | 4                  | 0                  | ЛЧ                   | 4                    | 0                    | СН            | 1             | 0             | 32     | 0      |        |
| 2018–19             | «Феєнорд»           | ЕД                  | 9         | 0         | КН                 | 1                  | 0                  | ЛЄ                   | 0                    | 0                    | СН            | 0             | 0             | 10     | 0      |        |
| 2019–20             | «Феєнорд»           | ЕД                  | 16        | 2         | КН                 | 1                  | 1                  | ЛЄ                   | 8                    | 0                    | -             | -             | -             | 25     | 3      |        |
| 2020–21             | «Феєнорд»           | ЕД                  | 21+2      | 3         | КН                 | 2                  | 0                  | ЛЄ                   | 3                    | 1                    | -             | -             | -             | 28     | 4      |        |
| серп. 2021          | «Феєнорд»           | ЕД                  | 1         | 0         | КН                 | -                  | -                  | ЛК                   | 4                    | 0                    | -             | -             | -             | 5      | 0      |        |
| Усього за «Феєнорд» | Усього за «Феєнорд» | Усього за «Феєнорд» | 70+2      | 5         |                    | 8                  | 1                  |                      | 19                   | 1                    |               | 1             | 0             | 100    | 7      |        |
| 2021–22             | «Венеція»           | A                   | 25        | 1         | КІ                 | 0                  | 0                  | -                    | -                    | -                    | -             | -             | -             | 25     | 1      |        |
| 2022-січ. 2023      | «Венеція»           | B                   | 18        | 1         | КІ                 | 0                  | 0                  | -                    | -                    | -                    | -             | -             | -             | 18     | 1      |        |
| Усього за «Венецію» | Усього за «Венецію» | Усього за «Венецію» | 43        | 2         |                    | 0                  | 0                  |                      | -                    | -                    |               | -             | -             | 43     | 2      |        |
| січ.-черв. 2023     | «Дженоа»            | B                   | 5         | 0         | КІ                 | -                  | -                  | -                    | -                    | -                    | -             | -             | -             | 5      | 0      |        |
| 2023–24             | «Дженоа»            | A                   | 0         | 0         | КІ                 | 0                  | 0                  | -                    | -                    | -                    | -             | -             | -             | 0      | 0      |        |
| Усього за «Дженоа»  | Усього за «Дженоа»  | Усього за «Дженоа»  | 5         | 0         |                    | 0                  | 0                  |                      | -                    | -                    |               | -             | -             | 5      | 0      |        |
| Усього за кар'єру   | Усього за кар'єру   | Усього за кар'єру   | 210       | 10        |                    | 19                 | 2                  |                      | 39                   | 2                    |               | 1             | 0             | 269    | 14     |        |

### Статистика виступів за збірну
Станом на 29 серпня 2023 року
| Дата      | Місто             | Господарі | Результат | Гості              | Турнір                                   | Голи | Примітки |
| --------- | ----------------- | --------- | --------- | ------------------ | ---------------------------------------- | ---- | -------- |
| 5-6-2021  | Парамарибо        | Суринам   | 6 – 0     | Бермудські Острови | Відбір до ЧС 2022                        | -    |          |
| 9-6-2021  | Бриджв'ю          | Канада    | 4 – 0     | Суринам            | Відбір до ЧС 2022                        | -    | 20'      |
| 13-7-2021 | Орландо           | Ямайка    | 2 – 0     | Суринам            | Кубок КОНКАКАФ 2021 - 1-й етап           | -    |          |
| 17-7-2021 | Орландо           | Суринам   | 1 – 2     | Коста-Рика         | Кубок КОНКАКАФ 2021 - 1-й етап           | -    | 30'      |
| 21-7-2021 | Х'юстон           | Суринам   | 2 – 1     | Гваделупа          | Кубок КОНКАКАФ 2021 - 1-й етап           | -    |          |
| 27-3-2022 | Таньябурі         | Таїланд   | 1 – 0     | Суринам            | товариський матч                         | -    | 37' 82'  |
| 4-6-2022  | Парамарибо        | Суринам   | 1 – 1     | Ямайка             | Ліга націй КОНКАКАФ 2022-2023 - 1-й етап | -    |          |
| 7-6-2022  | Кінгстон (Ямайка) | Ямайка    | 3 – 1     | Суринам            | Ліга націй КОНКАКАФ 2022-2023 - 1-й етап | -    |          |
| 22-9-2022 | Алмере            | Суринам   | 2 – 1     | Нікарагуа          | товариський матч                         | -    |          |
| Усього    |                   | Матчів    | 9         |                    | Голів                                    | 0    |          |

## Досягнення
Феєнорд
 Переможець Кубка Нідерландів: 2017/18
 Переможець Суперкубка Нідерландів: 2017, 2018